# Liisa Koppel
Liisa Koppel (* 28. März 2003 in Estland; † 4. Oktober 2021 ebenda) war eine estnische Kinderdarstellerin.

## Leben und Karriere
Liisa Koppel wurde am 28. März 2003 in Estland geboren. Sie besuchte die Pärnu Sütevaka Humanitaargümnaasium. Ihr Debüt gab sie 2013 in dem Film Väikelinna detektiivid ja Valge Daami saladus. Anschließend spielte sie 2015 in dem Film Die Kinder des Fechters die Hauptrolle.
Laut Aussage ihrer Mutter starb Koppel am 4. Oktober 2021 an einer nicht konkret benannten Krankheit.

## Filmografie
Filme
- 2013: Väikelinna detektiivid ja Valge Daami saladus
- 2015: Die Kinder des Fechters